# 대한민국 제7대 대통령 선거 국민당 후보 선출
국민당의 제7대 대통령 후보 지명은 유진산의 당 운영과 40대 기수론 등에 불만을 품은 신민당 내 일부 중진 인사들이 탈당해 만든 국민당이 독자 대통령 후보를 물색한 과정을 말한다.
이범석 전 총리, 윤보선 전 대통령, 장기영 전 의원, 장준하 의원, 백낙준 전 참의원 의장, 이인 전 법무부 장관 등이 후보로 거론됐으나, 최종적으론 박기출 의원이 낙점되었다.

## 과정
윤보선 전 대통령의 주도로 추진된 국민당은 1971년 1월 6일 창당 대회를 열고 윤보선 전 대통령을 총재로 추대했다. 이후 국민당은 이범석 전 총리를 후보로 영입하려 애썼으나, 이 전 총리가 계속된 요청에도 완강히 거부해 무산됐다.
이에 당의 창업주인 윤보선 총재를 지명하자는 여론이 당내에서 대세를 이뤘으나, 윤보선 총재는 두 번이나 대선에 나가 두 번 다 떨어진 사람이 또 나갈 순 없다며 거부했다.
윤보선 총재는 대신 박기출 신민당 의원을 지명하자고 강력히 주장하였는데, 이는 당내 인사들을 크게 당황시켰다. 보수 정당인 신민당에서도 가장 골수 보수들이 모여서 만든 국민당이 1956년 선거 당시 진보당 부통령 후보를 지낸 박기출을 영입한다는 것부터가 납득이 어려운데다, 장기영 사무총장·장준하 정책위원장 등 당내에 출마 의사가 있는 사람이 이미 있음에도 굳이 외부 인사를 모셔올 필요가 있느냐는 것이 대체적인 분위기였다.

## 후보 지명
국민당은 3월 15일 대의원 1,200여명 중 767명이 참석한 가운데 대통령 후보 지명 대회를 열고 윤보선 총재를 만장일치로 지명했으나, 윤 총재가 수락하지 않자 신각휴, 함덕용, 이동화, 신중목, 조종서, 이홍주, 신태악 등으로 구성된 7인 수권위원회를 구성시키고 대통령 후보 지명을 위임했다. 수권위원의 대부분은 안국동계 인사인데다, 두 명은 박기출과 같은 혁신계 출신이란 점에서 윤 총재가 밀고 있는 박기출의 후보 지명이 유력해졌으며, 반대파는 박기출 추대를 위한 잘 짜인 시나리오가 아니냐며 비판했다.
대회는 수권위 구성 및 후보 지명 위임을 만장일치로 의결 처리했으나, 도중 반대파 대의원들이 야유와 고함을 지르기도 했다. 조한백, 박재우, 장준하, 윤철 등은 박기출이 후보로 지명될 시 탈당하겠다고 선언하는 등, 국민당의 내홍은 점점 심화됐다.
1963년 3월 22일, 국민당 7인수권위는 대통령 후보 지명 문제를 총재에게 위임할 것을 결의했으며, 윤보선 총재는 그 날 밤 박기출 의원을 공식 지명했다. 다음날 후보 지명식에서 박기출 의원이 후보 수락을 선언해 국민당의 대통령 후보는 길고 긴 혼돈 끝에 드디어 결정되게 되었다. 이에 박기출 지명을 반대하던 장기영, 장준하, 윤철, 박재우, 조한백, 신중목, 신태악, 신각휴 등은 결국 당을 이탈했다.

## 선거 포기 선언
대선 5일 전인 1971년 4월 22일, 국민당은 윤보선 총재의 긴급 소집으로 운영회의를 열고 어두운 선거 전망 등을 이유로 박기출 후보를 사퇴시키기로 결정했다. 그 전날 윤 총재에게 사퇴를 종용 받고 확답을 하지 않은 박기출 후보는 운영회의가 열린 날 오후 기자들에게 후보 사퇴를 하겠다는 듯한 발언을 해 당의 결정을 따르겠다는 것으로 보였으나, 24일 "사퇴 의사가 전혀 없다"며 완주를 선언했다. 이에 윤보선 총재는 박 후보의 행동이 유감이라며 선거를 기권한다는 당의 입장을 재천명했다.
4월 27일 실시된 대통령 선거에서 박기출 후보는 전체의 0.4%인 43,753표를 얻었다. 명망 있는 야권 중진들을 포함해 수 명의 전현직 국회의원들이 창당한, 사실상 군소 정당 중 유일하게 제도권 정치인들의 당인 국민당의 후보가 그야말로 군소 정당인 정의당의 진복기 총재에게도 밀려 4위를 한 것은 그만큼 공화당과 신민당의 양당 구도가 견고하고, 국민당이 국민들의 마음에 와닿지 못했던 것으로 풀이됐다.
박기출 후보는 대통령 선거 다음 날 국민당을 탈당했다.

## 같이 보기
- 대한민국 제7대 대통령 선거